# Max Verstappen
Max Emilian Verstappen, född 30 september 1997 i Hasselt i Belgien, är en nederländsk-belgisk racerförare som kör för Red Bull Racing i Formel 1 under nederländsk licens. Han är en fyrfaldig världsmästare i Formel 1 efter att ha vunnit titeln säsongerna 2021, 2022, 2023 och 2024. Han är son till racerföraren Jos Verstappen.

## Racingkarriär

### Tidig karriär
Verstappen började sin karriär i karting när han var sju år gammal. 2007 vann han det nederländska mästerskapet Minimax och under 2009 vann han ytterligare två mästerskap. Under 2010 körde han det internationella KF3-mästerskapet, där han blev tvåa. Året efter vann han WSK Euro Series, under 2012 körde han KF2-mästerskapet och under 2013 vann han EM KF och KZ-mästerskapen.

### Formel 3
Under 2014 körde Verstappen i FIA European Formula Three Championship med Van Amersfoort Racing. Han blev trea i mästerskapet, bakom mästaren Esteban Ocon och tvåan Tom Blomqvist. Verstappen vann tio lopp, fler än någon annan förare under detta år. Samma år vann han den traditionella tävlingen Masters of Formula 3.
Han körde sedan Macau-racet i Formel 3 som är det officiella F3 VM loppet där han blev sjua.

### Formel 1
Den 12 augusti 2014 blev Verstappen bekräftad som en av förarna i Red Bull Racings juniorprogram. Sex dagar senare blev han bekräftad som en av förarna i Scuderia Toro Rosso för 2015 års säsong. 
Verstappen blev vid sin debut i Australiens Grand Prix 2015 den yngsta F1-föraren genom tiderna med sina 17 år och 166 dagar, och slog därmed Jaime Alguersuaris tidigare rekord med närmare två år.
Den 15 maj 2016 blev Verstappen, vid enbart 18 års ålder, den yngsta vinnaren av ett F1-lopp någonsin. Detta när han i sin debut för Red Bull vann Spaniens Grand Prix före Kimi Räikkönen, Sebastian Vettel och stallkamraten Daniel Ricciardo.
Verstappen hade fram till starten av säsongen 2021 tagit tio segrar i Formel 1 och som bäst blivit 3:a i VM, vilket skedde under åren 2019 och 2020.
När Verstappen vann Abu Dhabis Grand Prix 2021 tog han hem sin första VM-titel i Formel 1 och blev därmed den första nederländska föraren att vinna ett världsmästerskap i Formel 1. Under säsongen vann han tio lopp och tog tio pole positions. Verstappen vann sin andra raka VM-titel när han kom etta i Japans Grand Prix 2022. Han vann 15 lopp och tog sju pole positions under säsongen 2022.
I samband med Belgiens Grand Prix 2023 tog Verstappen en ny milstolpe då han gick upp i topp tre i antal lopp för ett och samma stall då han passerade Kimi Räikkönen i listan med sina 152 mot Räikkönens 151. I och med vinsten i Italiens Grand Prix 2023 tog Verstappen sin tionde raka seger och slog därmed Sebastian Vettels tidigare rekord på nio vinster i rad. Vid Qatars Grand Prix vann Verstappen VM-titeln för tredje säsongen i följd, en bedrift som enbart fyra förare (Fangio, Schumacher, Hamilton och Vettel) tidigare lyckats med. Under säsongen 2023 vann Verstappen 19 av de 22 loppen och tog 12 pole positions.  

## F1-karriär
| Säsong            | Stall/Tillverkare                            | Placering         | Lopp | Poäng  | Etta | Tvåa | Trea | Pole | Varv |
| ----------------- | -------------------------------------------- | ----------------- | ---- | ------ | ---- | ---- | ---- | ---- | ---- |
| 2015              | Toro Rosso-Renault                           | 12                | 19   | 49     | 0    | 0    | 0    | 0    | 0    |
| 2016              | Toro Rosso-Renault Red Bull Racing-TAG Heuer | 5                 | 4 17 | 204    | 0 1  | 0 4  | 0 2  | 0    | 0 1  |
| 2017              | Red Bull Racing-TAG Heuer                    | 6                 | 20   | 168    | 2    | 1    | 1    | 0    | 1    |
| 2018              | Red Bull Racing-TAG Heuer                    | 4                 | 21   | 249    | 2    | 4    | 5    | 0    | 2    |
| 2019              | Red Bull Racing-Honda                        | 3                 | 21   | 278    | 3    | 2    | 4    | 2    | 3    |
| 2020              | Red Bull Racing-Honda                        | 3                 | 17   | 214    | 2    | 6    | 3    | 1    | 3    |
| 2021              | Red Bull Racing-Honda                        | 1                 | 22   | 395.5  | 10   | 8    | 0    | 10   | 6    |
| 2022              | Red Bull Racing                              | 1                 | 22   | 454    | 15   | 1    | 1    | 7    | 5    |
| 2023              | Red Bull Racing                              | 1                 | 22   | 575    | 19   | 2    | 0    | 12   | 9    |
| 2024              | Red Bull Racing                              | 1                 | 24   | 437    | 9    | 4    | 1    | 8    | 3    |
| 2025              | Red Bull Racing                              | 3                 | 11   | 155    | 2    | 3    | 0    | 3    | 1    |
| Sammanlagt (2025) | Sammanlagt (2025)                            | Sammanlagt (2025) | 220  | 3178.5 | 65   | 35   | 17   | 43   | 34   |

| 1. Spanien 2016 2. Malaysia 2017 3. Mexiko 2017 4. Österrike 2018 5. Mexiko 2018 6. Österrike 2019 7. Tyskland 2019 8. Brasilien 2019 9. 70-årsjubileumets 2020 10. Abu Dhabi 2020 11. Emilia-Romagnas 2021 12. Monaco 2021 13. Frankrike 2021 14. Steiermarks 2021 15. Österrike 2021 16. Belgien 2021 17. Nederländerna 2021 18. USA 2021 19. Mexiko 2021 20. Abu Dhabi 2021 21. Saudiarabien 2022 22. Emilia-Romagnas 2022 23. Miamis 2022 24. Spanien 2022 25. Azerbajdzjan 2022 26. Kanada 2022 27. Frankrike 2022 28. Ungern 2022 29. Belgien 2022 30. Nederländerna 2022 31. Italien 2022 32. Japan 2022 33. USA 2022 34. Mexiko 2022 35. Abu Dhabi 2022 36. Bahrain 2023 37. Australien 2023 38. Miamis 2023 39. Monaco 2023 40. Spanien 2023 41. Kanada 2023 42. Österrike 2023 43. Storbritannien 2023 44. Ungern 2023 45. Belgien 2023 46. Nederländerna 2023 47. Italien 2023 48. Japan 2023 49. Qatars 2023 50. USA 2023 51. Mexiko 2023 52. Brasilien 2023 53. Las Vegas 2023 54. Abu Dhabi 2023 55. Bahrain 2024 56. Saudiarabien 2024 57. Japan 2024 58. Kina 2024 59. Emilia-Romagnas 2024 60. Kanada 2024 61. Spanien 2024 62. Brasilien 2024 63. Qatar 2024 64. Japan 2025 65. Emilia-Romagna 2025 |

| 1. Österrike 2016 2. Storbritannien 2016 3. Malaysia 2016 4. Japan 2016 5. Japan 2017 6. Frankrike 2018 7. Singapore 2018 8. USA 2018 9. Brasilien 2018 10. Ungern 2019 11. Abu Dhabi 2019 12. Ungern 2020 13. Storbritannien 2020 14. Spanien 2020 15. Ryssland 2020 16. Eifels 2020 17. Bahrain 2020 18. Bahrain 2021 19. Portugal 2021 20. Spanien 2021 21. Ryssland 2021 22. Turkiet 2021 23. Brasilien 2021 24. Qatars 2021 25. Saudiarabiens 2021 26. Österrike 2022 27. Saudiarabiens 2023 28. Azerbajdzjan 2023 29. Miamis 2024 30. Storbritannien 2024 31. Nederländerna 2024 32. Singapore 2024 33. Saudiarabien 2025 34. Kanada 2025 |

| 1. Tyskland 2016 2. Brasilien 2016 3. Kina 2017 4. Spanien 2018 5. Kanada 2018 6. Belgien 2018 7. Japan 2018 8. Abu Dhabi 2018 9. Australien 2019 10. Spanien 2019 11. Singapore 2019 12. USA 2019 13. Steiermarks 2020 14. Belgien 2020 15. Portugal 2020 16. Monaco 2022 17. USA 2024 |

| 1. Ungern 2019 2. Brasilien 2019 3. Abu Dhabi 2020 4. Bahrain 2021 5. Frankrike 2021 6. Steiermarks 2021 7. Österrike 2021 8. Storbritannien 2021 9. Belgien 2021 10. Nederländerna 2021 11. Italien 2021 12. USA 2021 13. Abu Dhabi 2021 14. Emilia-Romagnas 2022 15. Kanada 2022 16. Österrike 2022 17. Nederländerna 2022 18. Japan 2022 19. Mexiko 2022 20. Abu Dhabi 2022 21. Bahrain 2023 22. Australien 2023 23. Monaco 2023 24. Spanien 2023 25. Kanada 2023 26. Österrike 2023 27. Storbritannien 2023 28. Nederländerna 2023 29. Japan 2023 30. Qatar 2023 31. Brasilien 2023 32. Abu Dhabi 2023 33. Bahrain 2024 34. Saudiarabien 2024 35. Australien 2024 36. Japan 2024 37. Kina 2024 38. Miamis 2024 39. Emilia-Romagnas 2024 40. Österrike 2024 41. Japan 2025 42. Saudiarabien 2025 43. Miami 2025 44. Storbritannien 2025 |

| 1. Brasilien 2016 2. Brasilien 2017 3. Monaco 2018 4. Kanada 2018 5. Österrike 2019 6. Tyskland 2019 7. Ungern 2019 8. Storbritannien 2020 9. Eifels 2020 10. Bahrain 2020 11. Spanien 2021 12. Azerbajdzjan 2021 13. Frankrike 2021 14. Österrike 2021 15. Qatars 2021 16. Abu Dhabi 2021 17. Emilia-Romagnas 2022 18. Miamis 2022 19. Österrike 2022 20. Belgien 2022 21. Nederländerna 2022 22. Saudiarabiens 2023 23. Miamis 2023 24. Spanien 2023 25. Österrike 2023 26. Storbritannien 2023 27. Ungern 2023 28. Japan 2023 29. Qatar 2023 30. Abu Dhabi 2023 31. Bahrain 2024 32. Japan 2024 33. Emilia-Romagna 2025 |